# ماساهیرو آکیموتو
ماساهیرو آکیموتو (ژاپنی: 秋元 雅博؛ زادهٔ ۱۵ آوریل ۱۹۷۹) یک بازیکن فوتبال اهل ژاپن است.
از باشگاه‌هایی که در آن بازی کرده‌است می‌توان به باشگاه فوتبال سانفریس هیروشیما اشاره کرد.